# Сем Морси
Семи „Сем” Сајед Морси (арап. سام مرسي‎‎, енгл. Samy Sayed Morsy; Вулверхемптон, 10. септембар 1991) професионални је египатски фудбалер који игра на позицијама везног играча. 
За сениорску репрезентацију Египта игра од 2016. године.

## Клупска каријера
Сем Морс је рођен у Вулверхемптону у Енглеској у мешовитој, египатско-енглеској породици. Фудбал је почео да тренира као дечак у фудбалској академији Вулверхемптон вондерерса одакле је током 2008. прешао у састав екипе Порт Вејла. Прву утакмицу у сениорској професионалној каријери одиграо је управо за Порт Вејли, 23. фебруара 2010. против екипе Линколн Ситија у енглеској другој лиги. Први погодак у професионалној каријери постигао је 22. фебруара 2011. на првенственој утакмици против Стивениџа. 
У лето 2013. прелази у редове екипе Честерфилда за коју је током прве сезоне одиграо 39 утакмица и постигао два поготка, а екипа је успела да се из друге лиге пласира у виши ранг такмичења, прву лигу Енглеске. Током три сезоне проведене у екипи Четсерфилда, Морси је одиграо укупно 117 утакмица и постигао 9 погодака. 
Почетком 2016. потписује уговор са екипом Виган атлетика за коју је дебитовао првенственој прволигашкој утакмици против своиг бившег клуба Порт Вејла, 30. јануара. У лето исте године одлази на позајмицу у екипу Барнслија која се у то време такмичила у Чемпионшипу (другом по снази такмичењу у Енглеској). У јануару 2017. враћа се у Виган са којим потписује нови једногодишњи уговор. Сезону 2017/18. у Вигану окончао је са 3 постигнута гола у укупно одиграних 47 утакмица. 

## Репрезентативна каријера
Иако је рођен у Енглеској, Морси је по очевој линији стекао право на египатско држављанство, а самим тим и право да наступа за репрзентативне селекције те северноафричке земље. За репрезентацију Египта дебитовао је у пријатељској утакмици против Гвинеје играној 30. августа 2016. године. 
Селектор Египта Ектор Купер уврстио је Морсија на списак репрезентативаца за Светско првенство 2018. у Русији.  Већ у првој утакмици на првенству коју су Египћани 15. јуна играли против Уругваја, Морси је ушао у игру у 50' као замена за повређеног Тарека Хамеда.